# Vriesea hatschbachii
Vriesea hatschbachii är en gräsväxtart som beskrevs av Lyman Bradford Smith och Robert William Read. Vriesea hatschbachii ingår i släktet Vriesea och familjen Bromeliaceae. Inga underarter finns listade i Catalogue of Life.